# Retro FM
Retro FM är en radiostation som drivs av Mad Men Media och sänder lokalt över Skåne sedab 5 januari 2013. Stationen spelar musik från 1960-talet och framåt varvat lokala nyheter, händelser, väder och dagliga trafikuppdateringar.
Efter att ha vunnit budgivningen vid statens licensutlysning övertog Retro FM den 1 augusti 2018 frekvenserna 107,0, 107,4 och 100,3 MHz fram till 31 juli 2026.

## Programledare
- Hans "Hasse" Strandberg
- Fredrik Bojerud
- Joakim Forsell (Jocke Forsell)
- Tom Kjäll (Tomas Dreilick) (Doktor Dreilick)

### Tidigare
- Anders "Trafik-Anders" Holmqvist (trafikreporter)
- Patrick Olsson
- Jane Tilly
- My Ericsson
- Sandra Mastio

## Systerstationer

### Radio Topp 40
3 april 2020 lanserades Radio Topp 40 som är en systerstationen till Retro FM. Kanalen sänder på närradiotillstånd i Malmö kommun och spelar hitmusik utan programledare.
Bauer Media, som är majoritetsägare i det bolag som förfogar över Mad Men Medias sändningstillstånd för Retro FM, driver en radiostation med samma namn och samma format i Norge.
Kanalen sänder på frekvensen 90,2 MHz med sändaren placerad på toppen av Turning Torso.
Från och med 22 februari 2021 sänder Radio Top 40 även på Helsingborgs närradio 99,2 MHz från masten på Västhamnsverket.

### Relax FM
Juni 2021 lanserade Mad Men Media ytterligare en radiostation i Malmöområdet, Relax FM. Stationen sänder på 92,0 MHz på en närradiofrekvens i Burlövs kommun. Stationen spelar lugn och modern musik.